# A Magyar Mezőgazdasági Múzeum Tárgykatalógusai
A Magyar Mezőgazdasági Múzeum Tárgykatalógusai egy magyar muzeológiai könyvsorozat.

## Jellemzői
A Magyar Mezőgazdasági Múzeum Tárgykatalógusai a nagy múltú intézmény egyik újabb kiadványsorozata. 2009-ben indították azzal a céllal, hogy bemutasson egy műtárgy- vagy iratgyűjtemény nevezetes kisebb tárgy-/irategyüttesét. Minden kötet egységesen épült fel: a témakör szakértő muzeológus munkatársa rövid, magyar és angol nyelvű bevezető tanulmány után sorra veszi a kiválasztott tárgyakat, és mindegyikről 1-1 adatlapot ad. Ezeken típusoktól függően felsorolásra kerül jellemzően (ahol ismert) a tárgy leltári száma,  muzeológiai megnevezése, a tárgy leltárkönyvi megnevezése, anyagának meghatározása, leírása, méretadatai, készítési helye és időpontja, a készítő neve, a használat helye, a tárgy múzeumi beszerzési ideje. Fontos jellemzője a katalógusoknak, hogy fekete-fehér / színes kisebb-nagyobb fényképfelvételek illusztrálják az egyes köteteket a vizuális információk érdekében. A tárgyfotókat Papp Tibor, a múzeum fotográfusa készíti. A kötetek nagy alakúak (A4), és kéthasábos szöveggel, fényezett papíron kerülnek forgalomba.
Az egyes kötetek a Hungaricana weboldalon olvashatók el. A múzeumban fizikailag is megvásárolhatók.

## Kötetei
| Kötetszám | Szerző         | Cím                                                | Kiadási év | ISBN szám              | Terjedelem |
| --------- | -------------- | -------------------------------------------------- | ---------- | ---------------------- | ---------- |
| 1.        | Szőllősy Gábor | Ifj. Vastagh György állatszobrai                   | 2009       | ISBN 978 963 7092 66 4 | 80 p       |
| 2.        | Bányai József  | A vadászat tárgyi eszközei                         | 2010       | ISBN 978-963-7092-67-1 | 78 p       |
| 3.        | Vörös Éva      | Erdélyi Mór fotográfiái                            | 2012       | ISBN 978-963-7092-72-5 | 79 p       |
| 4.        | Sánta Ákos     | Vadászfegyverek                                    | 2018       | ISBN 978-963-7092-84-8 | 113 p      |
| 5.        | Matits Ferenc  | Ridinger-grafikák a Magyar Mezőgazdasági Múzeumban | 2023       | ISBN 978-963-7092-98-5 | 112 p      |